# Nesticus longiscapus
Nesticus longiscapus là một loài nhện trong họ Nesticidae.
Loài này thuộc chi Nesticus. Nesticus longiscapus được Takeo Yaginuma miêu tả năm 1976.